# Daniele Capelli
Daniele Capelli (Seriate, 20 giugno 1986) è un allenatore di calcio ed ex calciatore italiano, di ruolo difensore.

## Caratteristiche tecniche
Difensore arcigno, caratteristica che gli ha procurato il soprannome di "Muro di Grumello" (suo paese di residenza), trova la collocazione ideale nel ruolo di centrale, anche se alternativamente può giocare come terzino destro.

## Carriera

### Club
Cresce calcisticamente nelle giovanili dell'Atalanta, che lo preleva dopo un anno disputato nei Pulcini dell'Oratorio Grumello del Monte.
Il 2 febbraio 2005 debutta in Serie A, all'età di 18 anni e 226 giorni, nella partita disputata allo Stadio San Siro di Milano contro l'Inter, terminata con il punteggio di 1-0 in favore dei padroni di casa. A fine campionato raccoglie nove presenze. La stagione successiva, con la propria squadra retrocessa tra i cadetti, colleziona sedici presenze in Serie B, campionato che la sua squadra vince sotto la guida di mister Colantuono.
Nella sessione estiva del mercato 2006 viene ceduto in prestito all'Arezzo, società militante nel campionato di Serie B, con la formula del prestito. Si guadagna il posto da titolare collezionando 35 presenze, impreziosendo la stagione con 4 reti.
Nella stagione 2007-2008 torna nella società orobica, dove disputa due stagioni convincenti sotto la guida di mister Delneri. Il 31 ottobre 2007 segna il primo gol in Serie A nell'incontro casalingo con il Cagliari, terminato con il punteggio di 2-2, siglando la rete del momentaneo 1-1.
Il 20 agosto 2009 si trasferisce alla Reggina con la formula del prestito con diritto di riscatto della comproprietà. Dopo un inizio stagione convincente, nel quale gioca costantemente titolare e segna anche un gol alla 5a giornata contro il Cittadella, complici anche i cattivi risultati della squadra amaranto, perde progressivamente spazio nella formazione base, tanto da fare ritorno a Bergamo nella sessione invernale del calciomercato..
Disputa quindi il girone di ritorno con l'Atalanta, scendendo in campo dieci volte e venendo confermato tra le file dei neroazzurri anche per il campionato successivo.
La stagione 2010-2011 si apre nel migliore dei modi, dal momento che prima uscita stagionale della squadra sigla il gol del vantaggio contro il Foligno, al secondo turno di Coppa Italia. Il 18 dicembre, nella partita vinta sul campo del Cittadella, Capelli festeggia la 100a presenza con la maglia nerazzurra. Nella seconda parte di stagione si conferma baluardo della difesa, tanto da risultare uno dei giocatori più impiegati nella stagione nerazzurra (33 presenze ed una rete), coronando l'annata il 29 maggio 2011, data in cui vince il suo secondo campionato di Serie B con l'Atalanta.
L'annata successiva, che per Capelli avrebbe dovuto essere quella della definitiva consacrazione nel massimo campionato, si rivela invece l'inizio di un lungo calvario: dopo una prima parte di stagione nella quale porta spesso la fascia di capitano, a causa dei problemi muscolari che relegano in panchina Gianpaolo Bellini, il suo campionato viene bruscamente interrotto durante la partita con il Siena del 20 novembre 2011 da un grave infortunio, nel quale riporta la lesione del legamento crociato del ginocchio destro.
Dopo l'intervento chirurgico, effettuato tre giorni dopo, comincia la riabilitazione bruciando presto le tappe, paventando un suo rientro già per il successivo mese di marzo. Tuttavia il 13 marzo 2012, durante un contrasto di gioco in allenamento, si infortuna nuovamente in modo serio, rompendosi la rotula del ginocchio destro, lo stesso precedentemente operato.
Dopo un ulteriore intervento, questa volta di osteosintesi, i tempi di recupero si dilatano notevolmente, tanto da fargli perdere praticamente tutta la successiva stagione agonistica.
Riesce comunque a rientrare il 19 maggio 2013, giusto in tempo per l'ultima partita di campionato Atalanta-Chievo, nella quale viene schierato titolare e con la fascia di capitano.
La stagione successiva, al fine di recuperare completamente dall'infortunio, passa in prestito al Cesena, in serie B. Nella prima parte della stagione diventa titolare inamovibile della compagine romagnola, incappando però in un nuovo infortunio, questa volta al ginocchio sinistro, il 22 febbraio 2014. Il recupero questa volta è meno lungo dei precedenti, tanto che nemmeno due mesi dopo viene convocato per la trasferta contro il Cittadella. Riconquistato il posto nell'undici titolare, contribuisce alla promozione dei romagnoli nel massimo campionato.
Il 10 luglio 2015 diventa tutto del Cesena, con cui firma un contratto di durata biennale.
Nel luglio 2017 a Coverciano si allena con altri giocatori svincolati e inizia il corso da allenatore UEFA B che consente di allenare in Serie D.
Il 28 luglio seguente, viene ingaggiato dallo Spezia con cui firma un contratto biennale fino al 30 giugno 2019; con i liguri nella Serie B 2017-2018 disputa 19 partite. Il 2 luglio 2018, passa a titolo definitivo al Padova, neopromosso in Serie B. Fa il suo esordio in partite ufficiali con la maglia del club veneto il successivo 5 agosto, nella partita casalinga del secondo turno di Coppa Italia vinta per 1-0 contro il Monza, nella quale realizza anche la rete decisiva per il passaggio del turno.
Svincolatosi a settembre 2020, nel dicembre dello stesso anno si accasa alla Real Calepina, formazione orobica di Serie D, con cui nel corso della stagione 2020-2021 gioca 14 partite di campionato.

### Allenatore
Dopo il ritiro entra nello staff del settore giovanile del Real Calepina. Nel mese di febbraio 2022 diviene collaboratore del neo allenatore della prima squadra Simone Carminati. 
Per la stagione 2022 -2023 gli viene affidata la guida tecnica della prima squadra. 

### Nazionale
Il 3 giugno 2005 viene convocato per la prima volta in nazionale Under-21 nell'incontro con i pari età della Norvegia senza tuttavia debuttare. Non scenderà in campo neanche nelle successive quattro convocazioni nel corso del 2008.
Il 13 settembre 2006 debutta in nazionale Under-20 nell'incontro contro i pari età della Svizzera.

## Statistiche

### Presenze e reti nei club
| Stagione        | Squadra         | Campionato      | Campionato | Campionato | Coppe nazionali | Coppe nazionali | Coppe nazionali | Coppe continentali | Coppe continentali | Coppe continentali | Altre coppe | Altre coppe | Altre coppe | Totale | Totale |
| Stagione        | Squadra         | Comp            | Pres       | Reti       | Comp            | Pres            | Reti            | Comp               | Pres               | Reti               | Comp        | Pres        | Reti        | Pres   | Reti   |
| --------------- | --------------- | --------------- | ---------- | ---------- | --------------- | --------------- | --------------- | ------------------ | ------------------ | ------------------ | ----------- | ----------- | ----------- | ------ | ------ |
| 2004-2005       | Atalanta        | A               | 9          | 0          | CI              | 2               | 0               | -                  | -                  | -                  | -           | -           | -           | 11     | 0      |
| 2005-2006       | Atalanta        | B               | 16         | 0          | CI              | 4               | 0               | -                  | -                  | -                  | -           | -           | -           | 20     | 0      |
| ago. 2006       | Atalanta        | A               | 0          | 0          | CI              | 1               | 0               | -                  | -                  | -                  | -           | -           | -           | 1      | 0      |
| ago. 2006-2007  | Arezzo          | B               | 35         | 4          | CI              | 3               | 0               | -                  | -                  | -                  | -           | -           | -           | 38     | 4      |
| 2007-2008       | Atalanta        | A               | 23         | 2          | CI              | 1               | 0               | -                  | -                  | -                  | -           | -           | -           | 24     | 2      |
| 2008-2009       | Atalanta        | A               | 17         | 1          | CI              | 2               | 0               | -                  | -                  | -                  | -           | -           | -           | 19     | 1      |
| 2009-gen. 2010  | Reggina         | B               | 12         | 1          | CI              | 1               | 0               | -                  | -                  | -                  | -           | -           | -           | 13     | 1      |
| gen.-giu. 2010  | Atalanta        | A               | 10         | 0          | CI              | 0               | 0               | -                  | -                  | -                  | -           | -           | -           | 10     | 0      |
| 2010-2011       | Atalanta        | B               | 31         | 0          | CI              | 2               | 1               | -                  | -                  | -                  | -           | -           | -           | 33     | 1      |
| 2011-2012       | Atalanta        | A               | 11         | 0          | CI              | 0               | 0               | -                  | -                  | -                  | -           | -           | -           | 11     | 0      |
| 2012-2013       | Atalanta        | A               | 1          | 0          | CI              | 0               | 0               | -                  | -                  | -                  | -           | -           | -           | 1      | 0      |
| Totale Atalanta | Totale Atalanta | Totale Atalanta | 118        | 3          |                 | 12              | 1               |                    | -                  | -                  |             | -           | -           | 130    | 4      |
| 2013-2014       | Cesena          | B               | 30+4       | 1+0        | CI              | 0               | 0               | -                  | -                  | -                  | -           | -           | -           | 34     | 1      |
| 2014-2015       | Cesena          | A               | 30         | 0          | CI              | 2               | 0               | -                  | -                  | -                  | -           | -           | -           | 32     | 0      |
| 2015-2016       | Cesena          | B               | 23+1       | 0          | CI              | 2               | 0               | -                  | -                  | -                  | -           | -           | -           | 26     | 0      |
| 2016-2017       | Cesena          | B               | 17         | 0          | CI              | 1               | 0               | -                  | -                  | -                  | -           | -           | -           | 18     | 0      |
| Totale Cesena   | Totale Cesena   | Totale Cesena   | 100+5      | 1          |                 | 5               | 0               | -                  | -                  | -                  | -           | -           | -           | 110    | 1      |
| 2017-2018       | Spezia          | B               | 19         | 0          | CI              | 0               | 0               | -                  | -                  | -                  | -           | -           | -           | 19     | 0      |
| 2018-2019       | Padova          | B               | 17         | 0          | CI              | 2               | 1               | -                  | -                  | -                  | -           | -           | -           | 19     | 1      |
| 2019-2020       | Padova          | C               | 2          | 0          | CI-C            | 1               | 0               | -                  | -                  | -                  | -           | -           | -           | 3      | 0      |
| Totale Padova   | Totale Padova   | Totale Padova   | 19         | 0          |                 | 3               | 1               |                    | -                  | -                  |             | -           | -           | 22     | 1      |
| 2020-2021       | Real Calepina   | D               | 14         | 0          | -               | -               | -               | -                  | -                  | -                  | -           | -           | -           | 14     | 0      |
| Totale carriera | Totale carriera | Totale carriera | 322        | 9          |                 | 24              | 2               |                    | -                  | -                  |             | -           | -           | 346    | 11     |

## Palmarès

### Club

#### Competizioni nazionali
- Campionato italiano di Serie B: 2

Atalanta: 2005-2006, 2010-2011